# Petruskirche (Urberach)

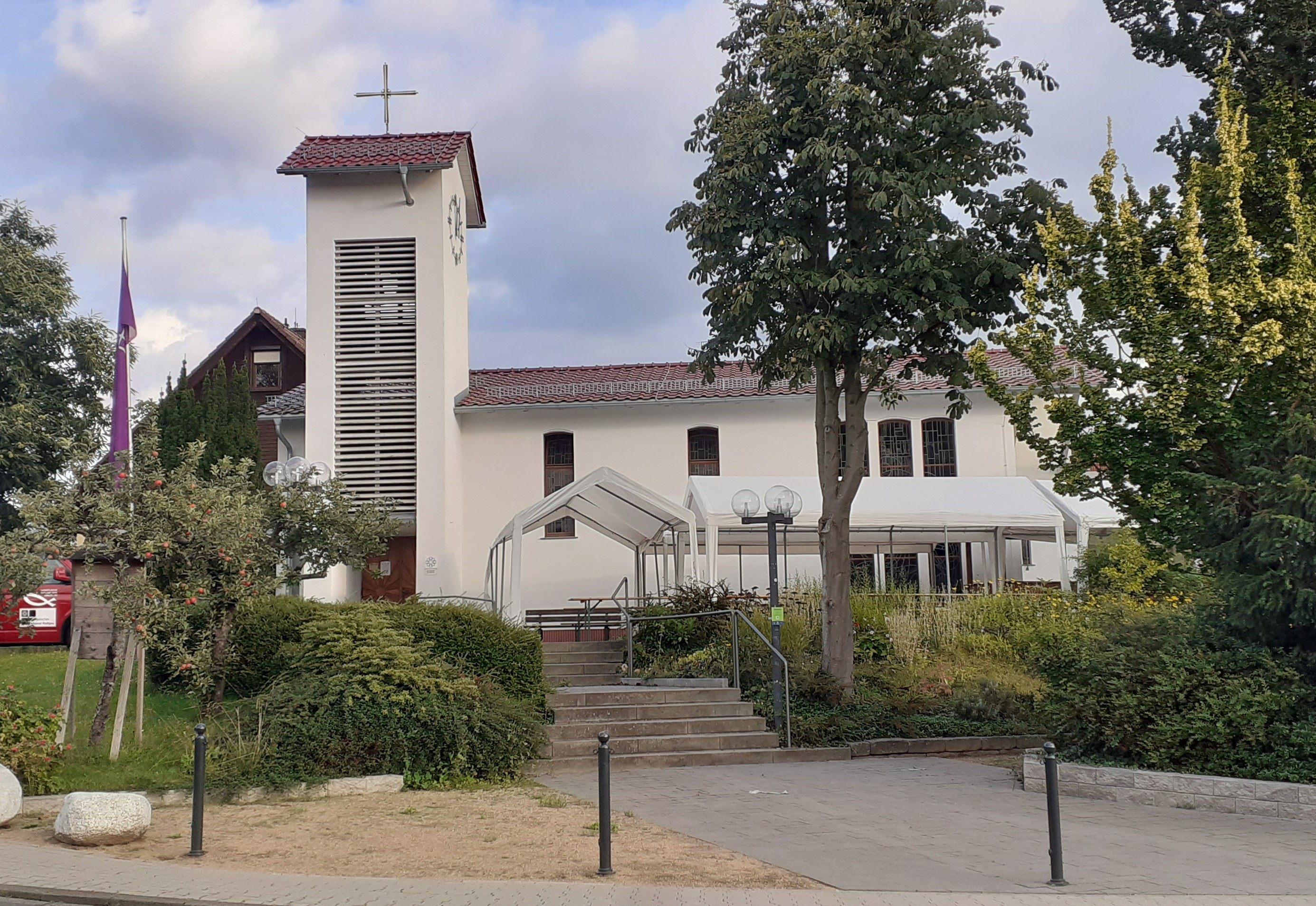
Die evangelische Petruskirche in Urberach, erbaut 1955–1956

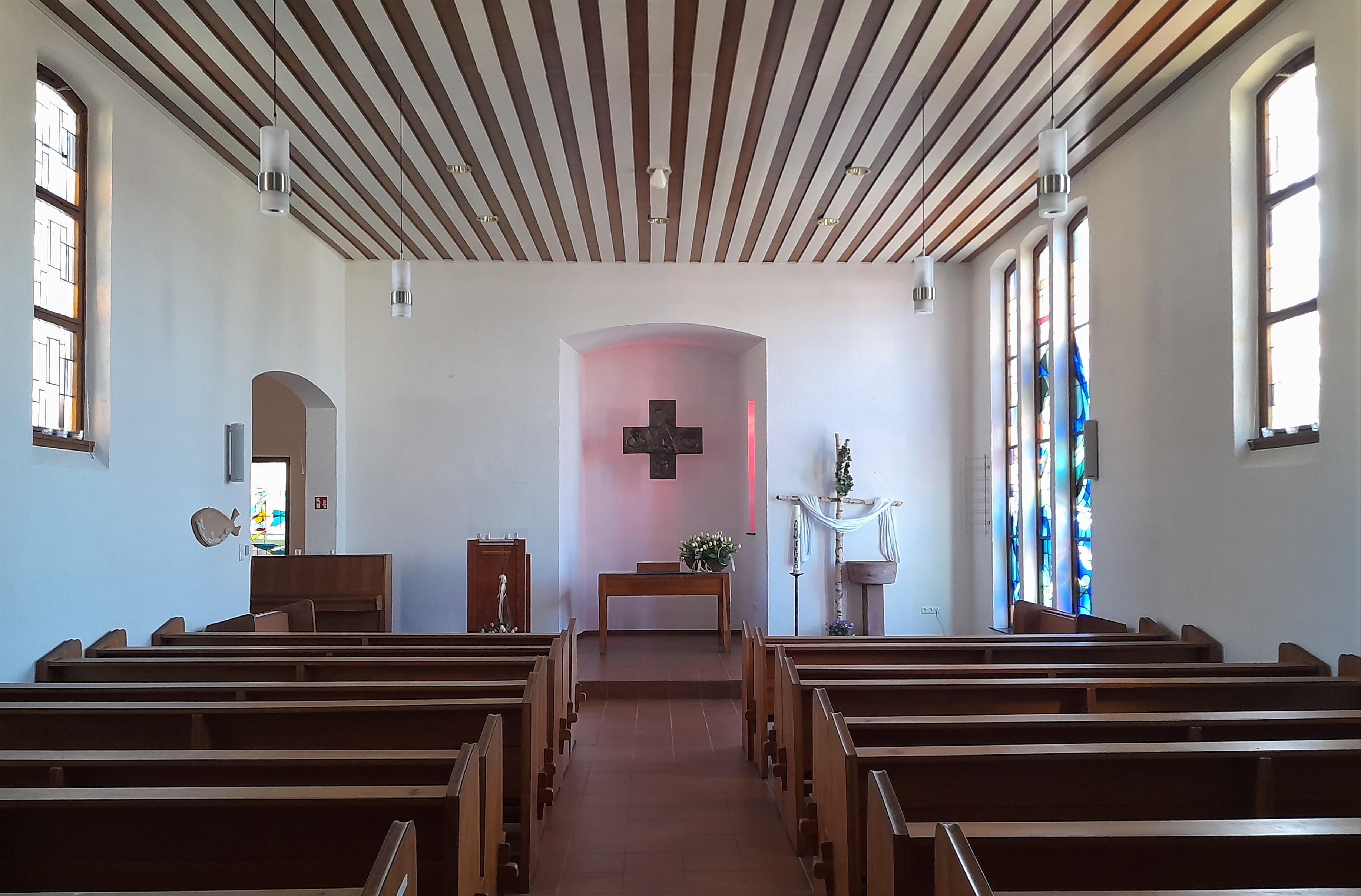
Innenraumansicht

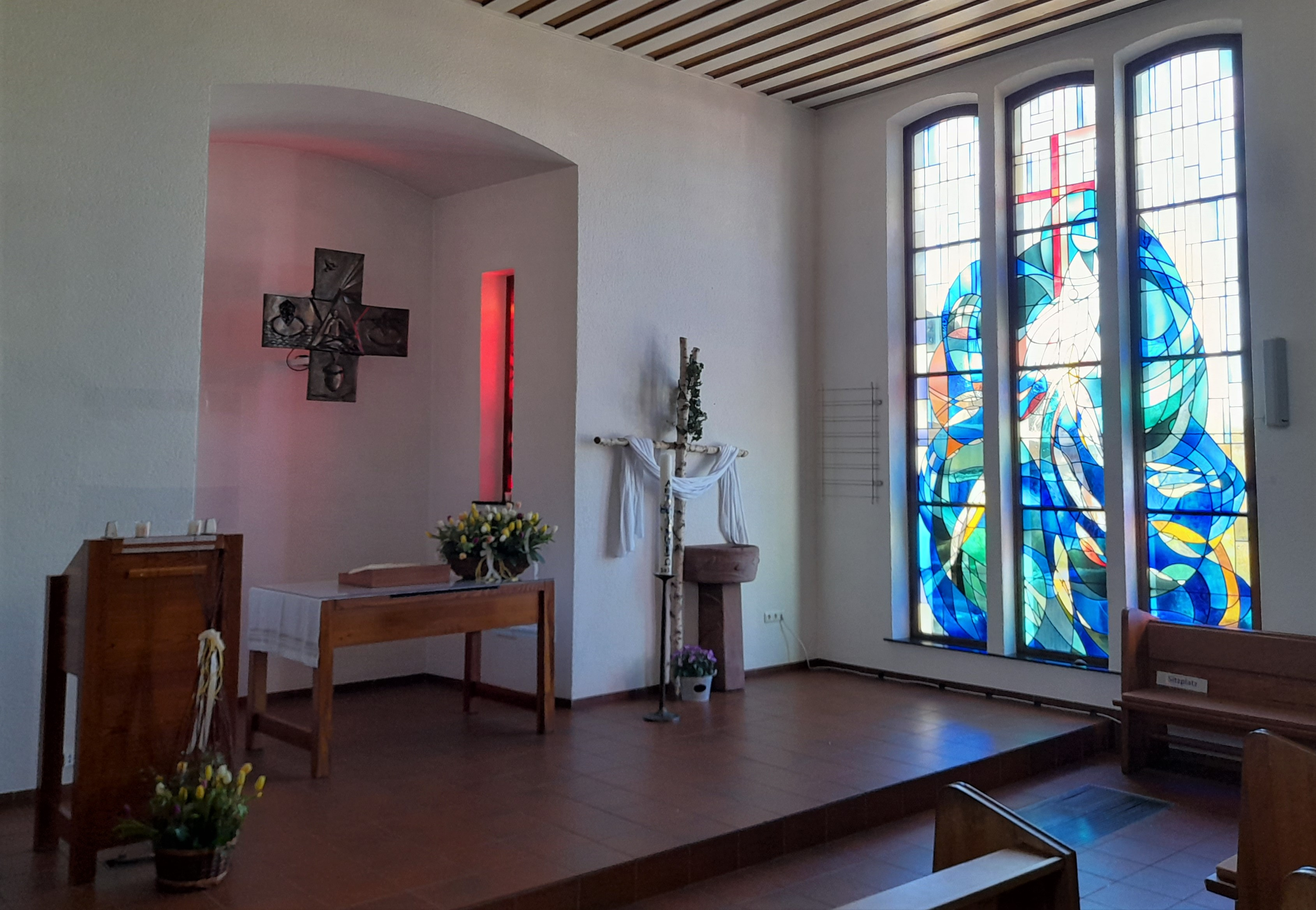
Altarraum der Kirche

Die evangelische Petruskirche ist ein unter Denkmalschutz stehendes Kirchengebäude im Rödermärker Stadtteil Urberach in Südhessen. Die Kirchengemeinde gehört zum Dekanat Dreieich-Rodgau der Evangelischen Kirche in Hessen und Nassau (EKHN).

## Geschichte
Urberach war lange Zeit fast ausschließlich katholisch. Die wenigen Protestanten im Ort wurden anfangs von Offenthal, später von Ober-Roden seelsorgerisch betreut. Erst als die evangelische Bevölkerung in Urberach infolge des Zuzugs vieler protestantischer Flüchtlinge nach Ende des Zweiten Weltkriegs deutlich zugenommen hatte, wurden erste evangelische Gottesdienste in Urberach gefeiert. Da die evangelischen Gläubigen vor Ort allerdings nicht über ein eigenes Kirchengebäude verfügten, fanden die Gottesdienste anfangs im örtlichen Rathaussaal statt.
1952 erwarben die Urberacher Protestanten ein Baugrundstück, auf dem in den folgenden Jahren die Petruskirche errichtet werden sollte. Ein Jahr später wurde die etwa 400 Mitglieder umfassende Gemeinde von der Landeskirche zu einer selbstständigen Pfarrgemeinde erhoben. Der Bau der neuen Kirche konnte mit der Grundsteinlegung am 28. August 1955 begonnen werden und wurde nach Plänen des Neu-Isenburger Baurats Ludwig Jakob ausgeführt. Bereits im darauffolgenden Jahr wurde die Petruskirche fertiggestellt und am 19. August 1956 eingeweiht. Zur Finanzierung des Kirchneubaus trug maßgeblich das Gustav-Adolf-Werk bei.
Die erste Sanierung, die das Aussehen der Kirche erkennbar verändern sollte, wurde von 1976 bis 1978 nach Plänen des Babenhäuser Architekten Kurt Schlösser durchgeführt. Dabei wurde der Kirchturm verkleidet, das Satteldach des Turms durch ein Pultdach ersetzt und eine Neugestaltung des Altarraums vorgenommen. Eine zweite Sanierung folgte 1989 unter Leitung des Dietzenbacher Architekten Klaus Andreas Matz, in deren Zuge der Boden seinen heutigen Fliesenbelag erhielt. 1995 erhielt die Petruskirche ein neues Altarkreuz (entworfen von der Frankfurter Künstlerin Moni Jahn). Zudem wurden einige Kirchenfenster im Seiten- und Hauptschiff nach Entwürfen der Urberacher Künstlerin Angelika Kern neu verglast. Die letzte Renovierung folgte in den Jahren 2013 bis 2015 unter Aufsicht des Darmstädter Architekten Andreas Hein, bei welcher der Kirchturm um schallschützende Lamellen ergänzt wurde und sein einstiges Satteldach zurückerhielt.
Zum 1. Januar 2025 fusionierte die Kirchengemeinde mit der evangelischen Gemeinde in Ober-Roden zur Evangelischen Kirchengemeinde Rödermark. Seitdem stellt die Petruskirche in Urberach neben der Gustav-Adolf-Kirche in Ober-Roden einen von zwei Gottesdienstorten innerhalb der neuen, das gesamte Stadtgebiet umfassenden Gemeinde dar.

## Baubeschreibung
Die Petruskirche liegt östlich des Ortskerns von Urberach und südlich der Bahnlinie nach Ober-Roden. Das Kirchenschiff erhebt sich auf längsrechteckigem Grundriss. An den sattelbedachten, weiß gefassten Putzbau schließt im Nordwesten der Kirchturm an.
Der Haupteingang befindet sich im Turm und führt zunächst in einen kleinen, durch eine rotbraun gefasste Wandscheibe abgeteilten Vorraum. An diesen grenzt das weiß gefasste, von einer holzverkleideten Decke überfangene Schiff an, das durch den nach Südwesten ausgerichteten Mittelgang in zwei Bankblöcke geteilt wird. Der Altarraum, auf den der Mittelgang zuführt, liegt leicht erhöht. Ihm gegenüber liegt im Nordosten die Orgelempore.

## Ausstattung

### Geläut
Das Geläut der Petruskirche in Urberach setzt sich aus den folgenden zwei Glocken zusammen:
| Glocke        | Inschrift                           |
| ------------- | ----------------------------------- |
| Große Glocke  | „Land, Land höre des Herrn Wort“    |
| Kleine Glocke | „Meine Zeit steht in deinen Händen“ |

### Galerie zur Innenraumausstattung

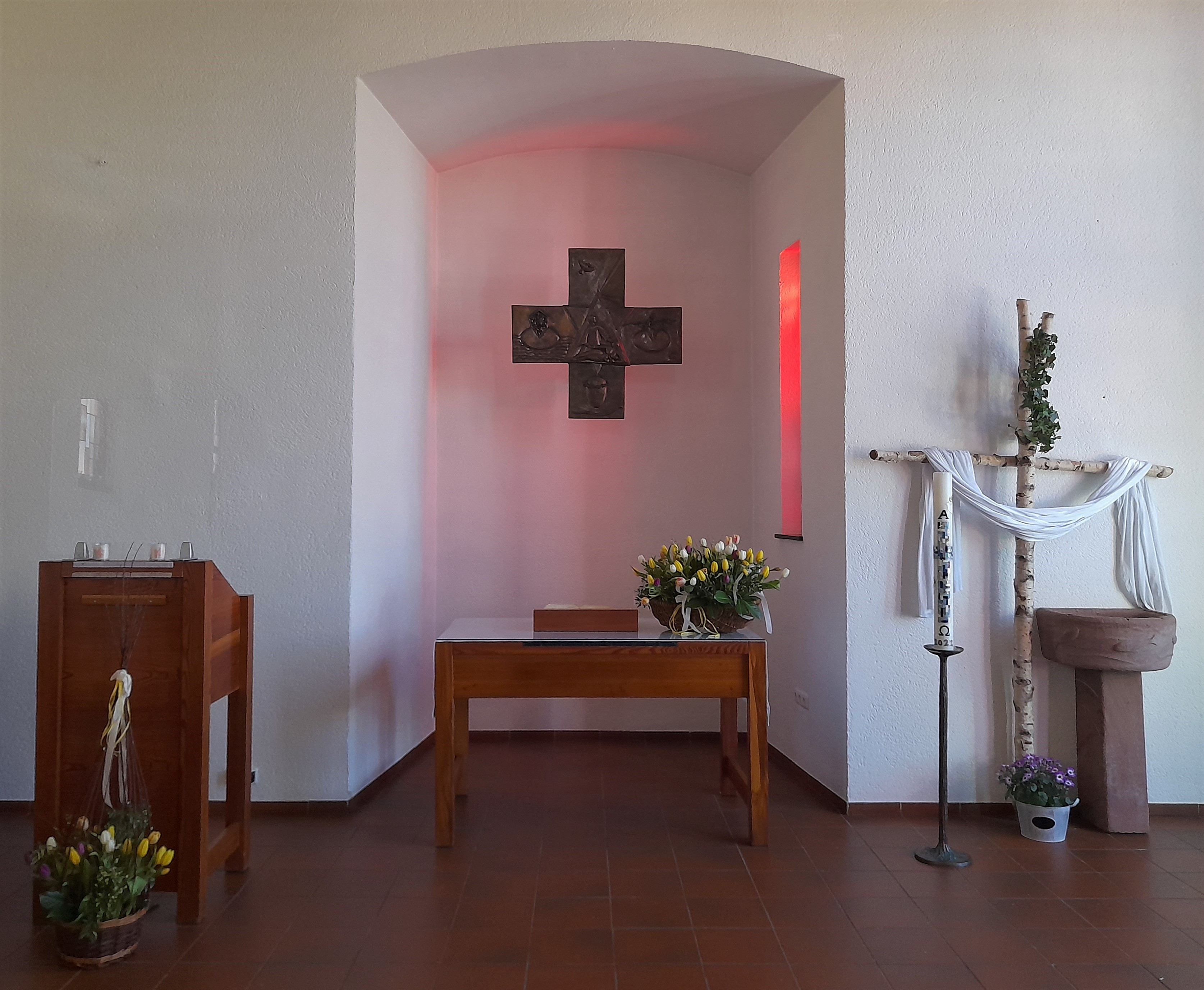
Der Altarraum der Kirche mit dem Altar in der Mitte, gesäumt von Taufbecken und Ambo.
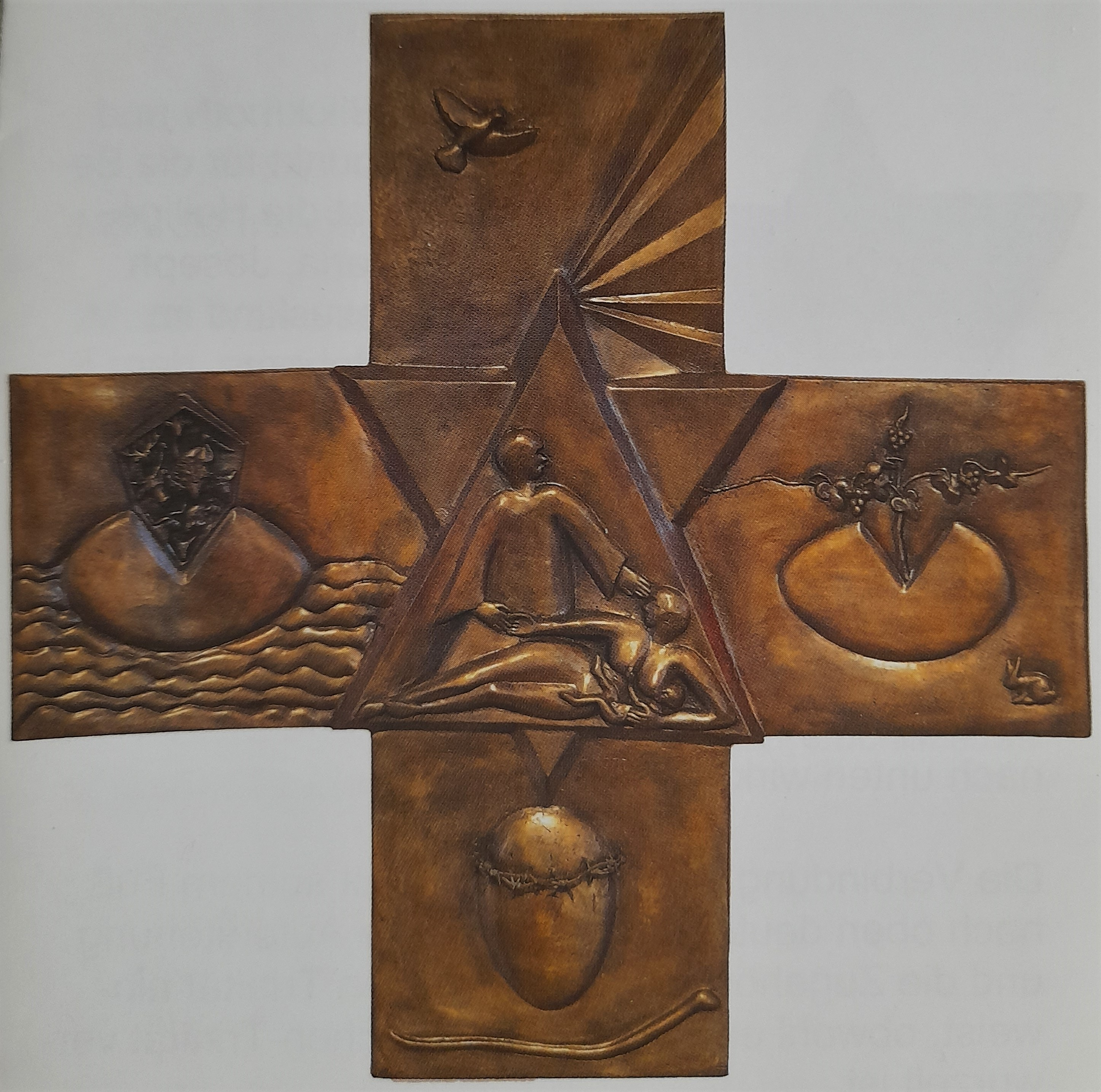
Über dem Altar hängt ein bronzenes Altarkreuz mit fünf unterschiedlichen biblischen Motiven der Künstlerin Moni Jahn.
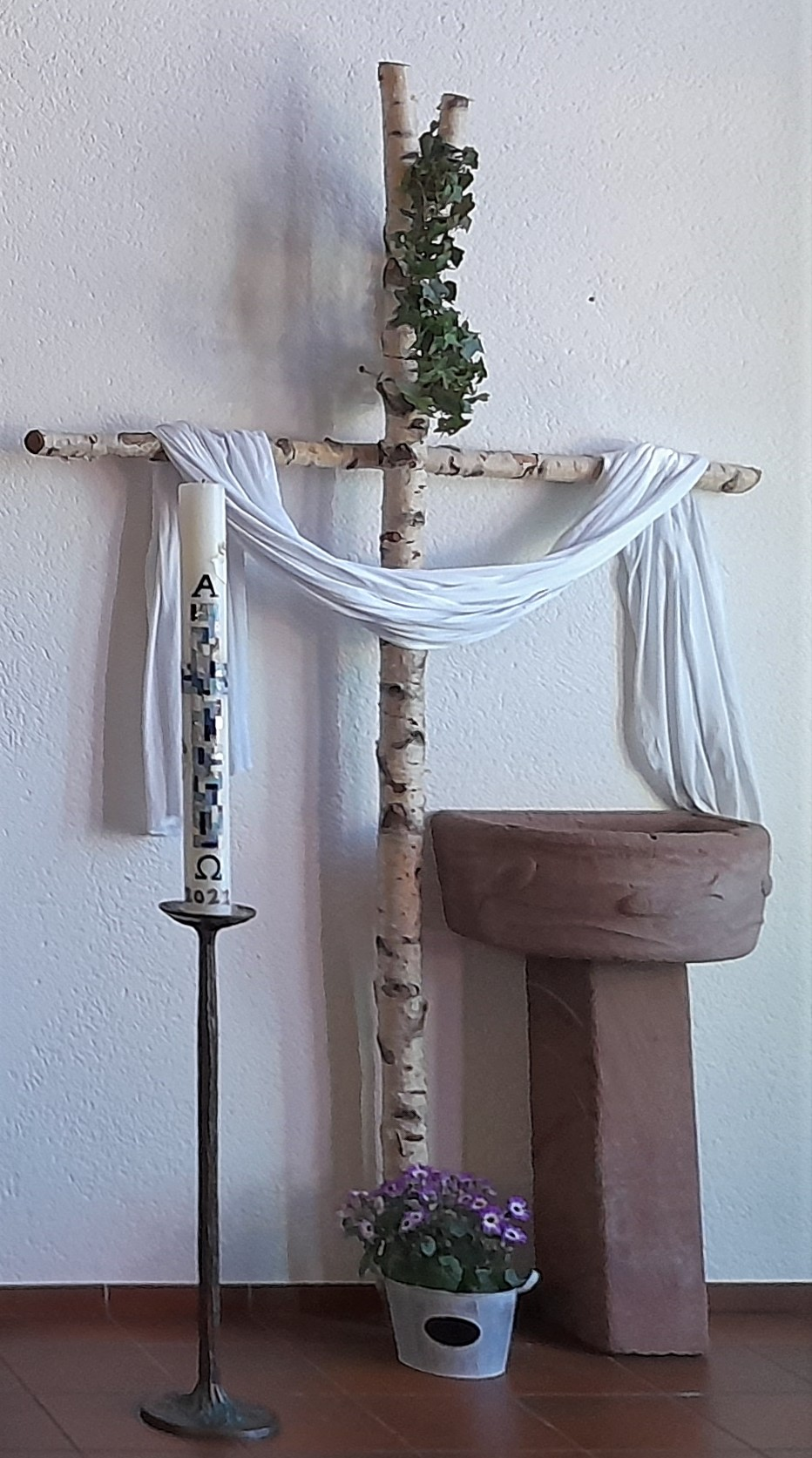
Das Taufbecken ist aus rotem Sandstein gefertigt und zeigt ein Fischsymbol. Es stammt vermutlich aus der Zeit des Kirchenbaus.
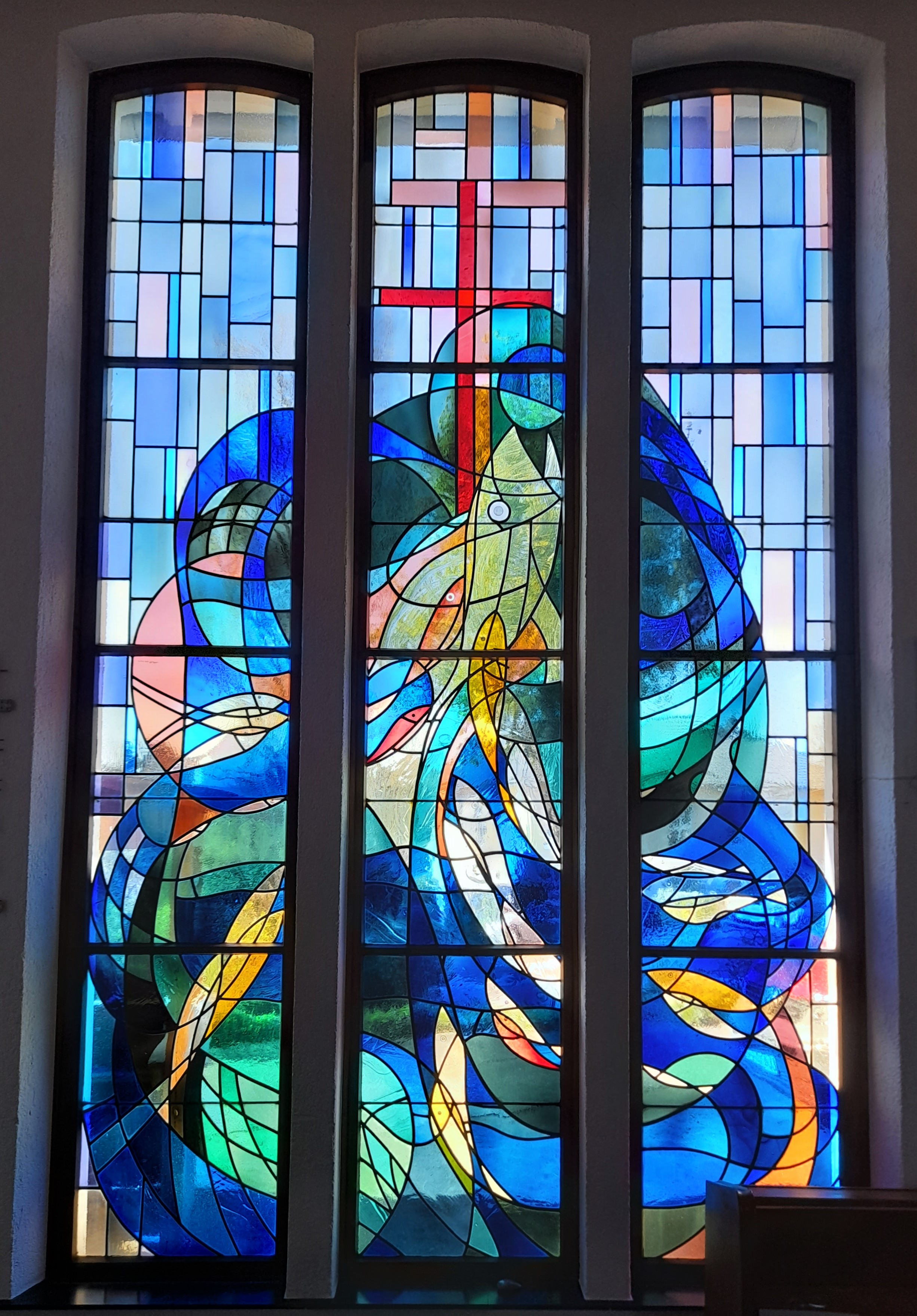
Das dreigeteilte Altarfenster wurde nach einem Entwurf von Karl Lutz vom Offenbacher Glaskünstler Weissenrieder ausgeführt.
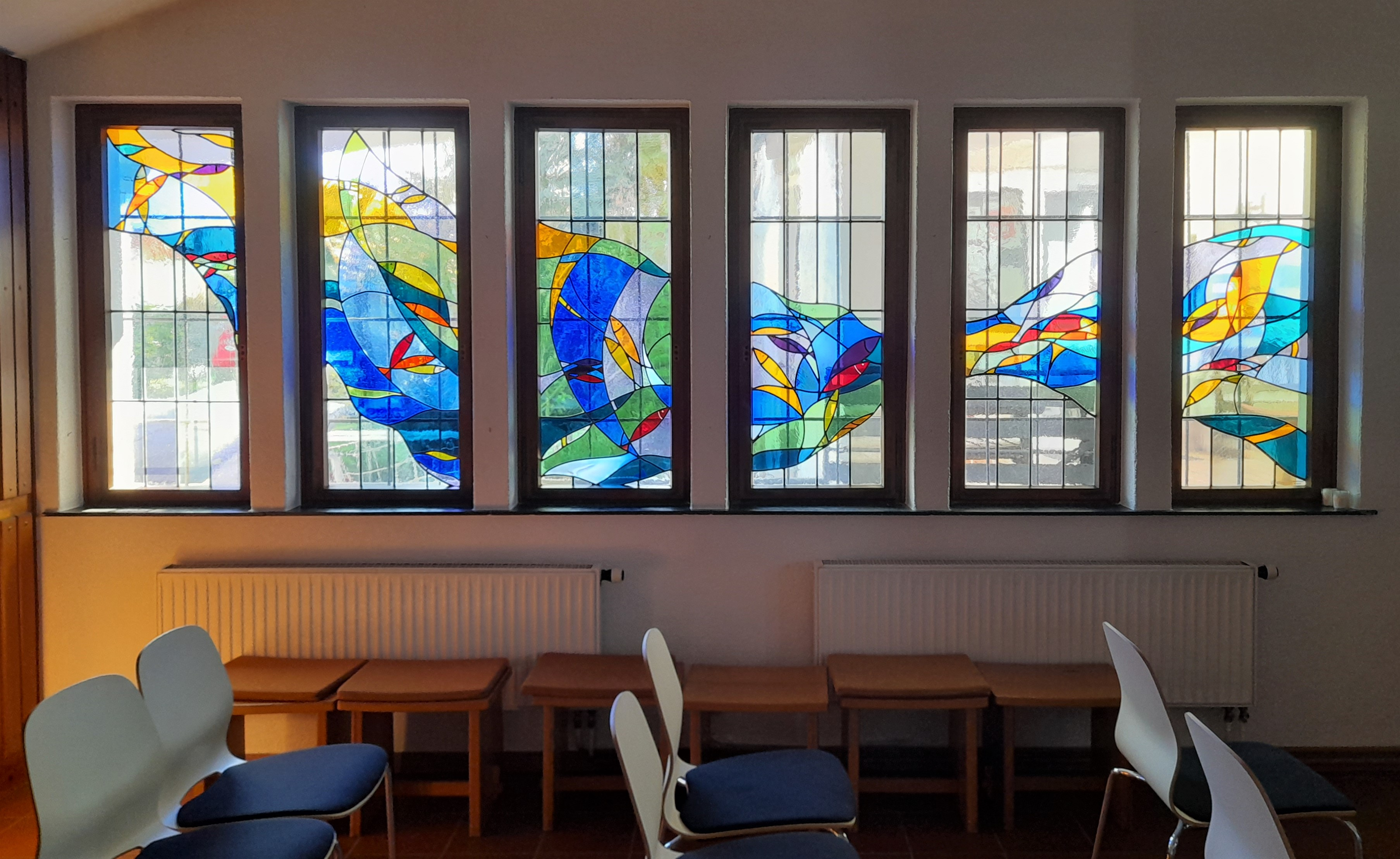
Das Seitenschiff der Petruskirche wird von einem bunten Fensterband dominiert, das von der Urberacher Glaskünstlerin Angelika Kern gestaltet wurde.
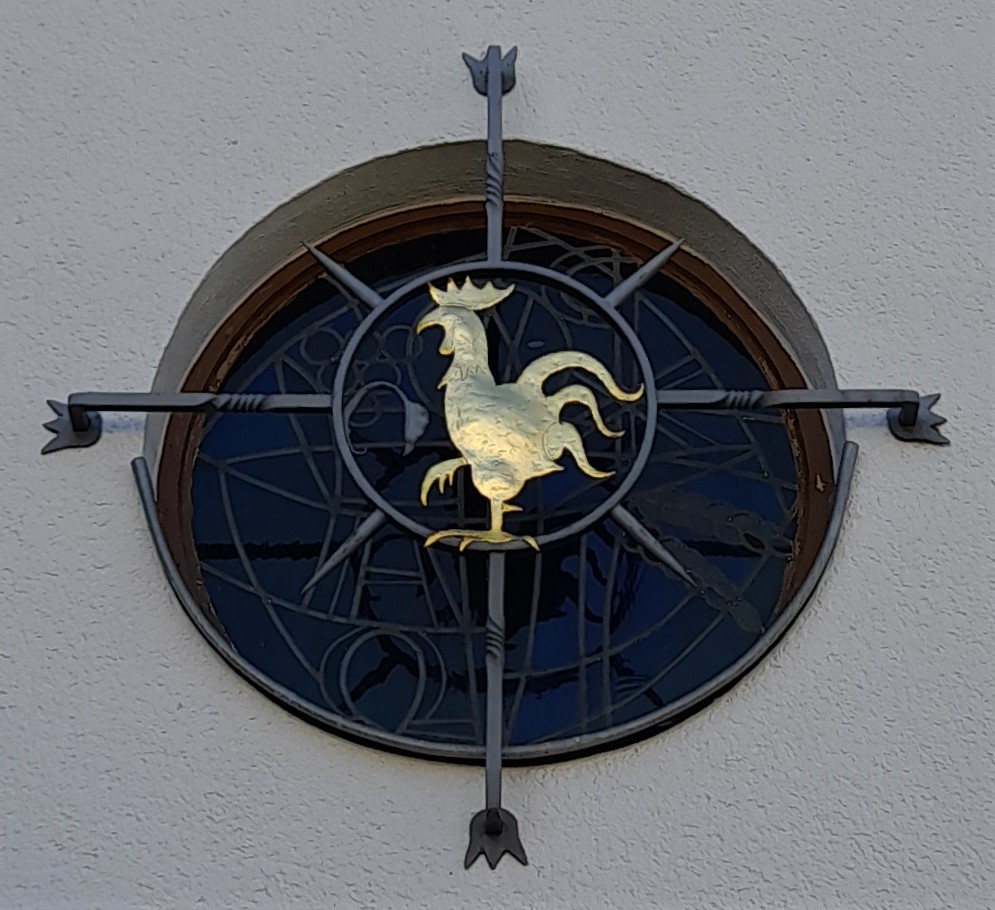
Das Fenster über der Empore ist nach außen vergittert. Besonders auffällig ist der goldene Hahn, der an die Verleugnung Petri erinnern soll.